# Philip Charles Hardwick
Philip Charles Hardwick (Londres 1822-1892) est un architecte anglais.

## Biographie

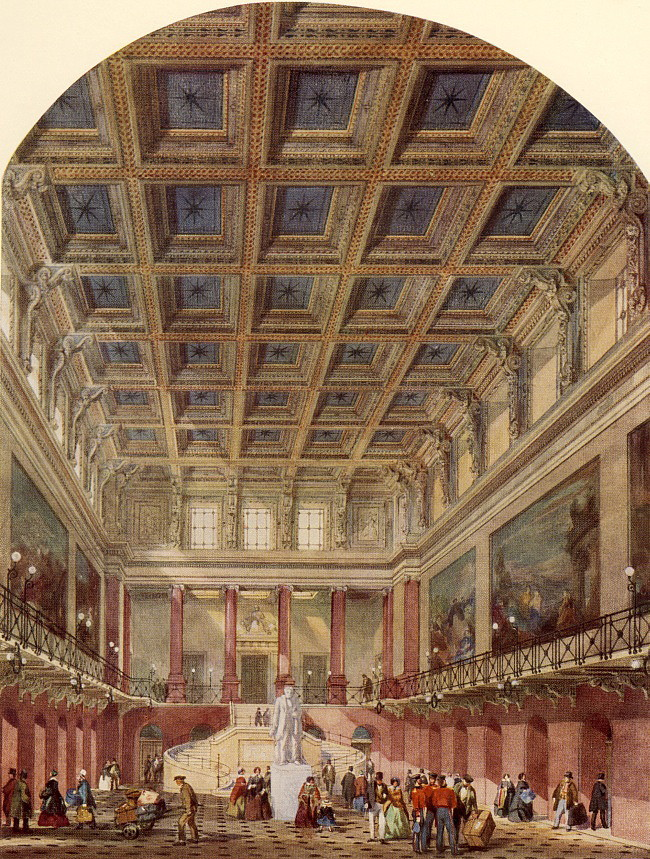
Grande Salle à la Gare d'Euston, 1844.

Philip Charles Hardwick est né à Westminster à Londres, fils de l'architecte Philip Hardwick (1792–1870) et petit-fils de l'architecte Thomas Hardwick (junior) (1752–1825). Sa mère est également issue d'une éminente famille d'architectes, les Shaw. Le grand-père maternel de Philip Charles Hardwick est John Shaw Sr. (en) (1776–1832) et son oncle John Shaw Jr. (en) (1803–1870).
Hardwick est formé par son père et aussi Edward Blore. Il expose régulièrement à la Royal Academy entre 1848 et 1854 .

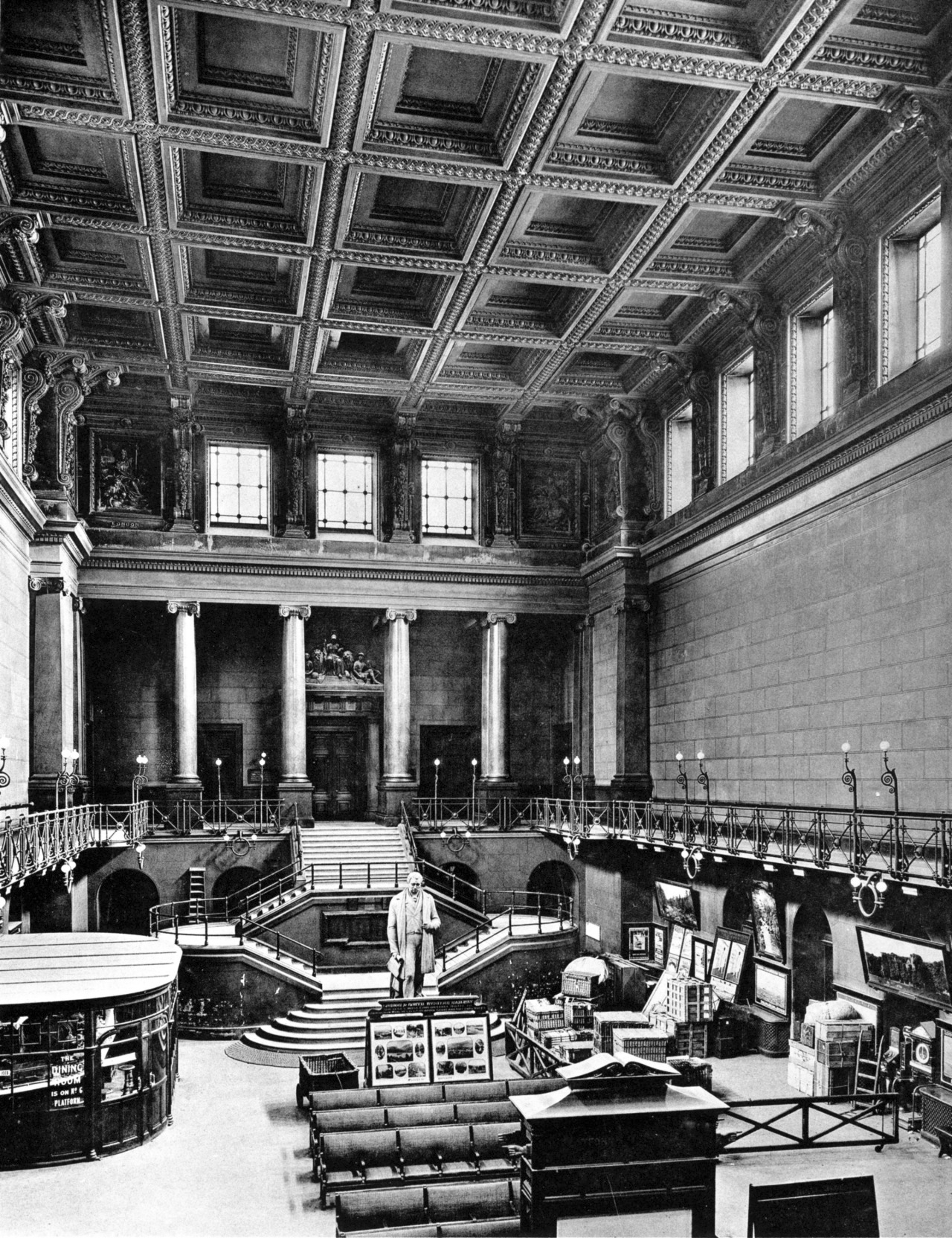
L'ancienne grande salle avec une statue de George Stephenson par Edward Hodges Baily

Philip Charles travaille à la City de Londres, où il est le principal architecte de bureaux bancaires grandioses, principalement à l'italienne. Il conçoit cinq banques de la ville, dont Drummond's à Trafalgar Square (1879-1881), et est architecte de la Banque d'Angleterre de 1855 à 1883. Il est employé à l'extérieur de Londres pour concevoir des succursales à Hull (1856) et à Leeds (1862–1865) .
Son œuvre la plus connue est le Grand Hall de la gare d'Euston de Londres (ouverte le 27 mai 1849). Le Grand Hall est démoli en 1962 pour faire place à la construction du bâtiment actuel de la gare d'Euston.
Hardwick, comme son grand-père Thomas Hardwick, est l'arpenteur du St Bartholomew's Hospital de Londres et également un bienfaiteur majeur. Il est également conseiller dans le nouveau concours War Office et Admiralty de 1884. Alors qu'il est l'un des architectes préférés de la reine Victoria pour concevoir l'Albert Memorial dans les jardins de Kensington, sa conception n'est pas jugée à la hauteur par le comité consultatif .
Arthur William Blomfield est l'élève de Hardwick en 1852–55.

## Famille
Hardwick se retire à Wimbledon et se marie à Bath au début des années 1870. Deux de ses fils entrent dans l'armée et servent en Afrique du Sud pendant la guerre des Boers ; l'un d'eux, le lieutenant Stephen Thomas Hardwick, est tué par balle lors de la Bataille de Groenkop en 1901. La fille de Hardwick, Helen, épousa Sir Henry George Lyons (1864–1944), plus tard directeur du Science Museum de Londres.
Philip Charles Hardwick est enterré aux côtés de son père, Philip, et de la famille Shaw au cimetière de Kensal Green, à Londres.